# 伊藤將也
伊藤 將也（いとう まさや、1972年〈昭和47年〉5月15日 - ）は、日本の政治家、元アナウンサー。現在は奈良県議会議員。

## 来歴・人物
兵庫県神戸市出身。大阪芸術大学芸術学部放送学科卒業後の1998年、FM徳島にアナウンサーとして入社し、2002年3月に同社を退社した。
2002年4月に奈良テレビ放送へ入社すると、アナウンサー・記者・ディレクターを兼務する。
県政経済記者クラブキャップ、報道制作部長代理を経て、報道制作局報道制作部長兼アナウンス室長（2017年2月時点）。地上デジタル放送推進大使「TEAM2011」のメンバーであった。
2003年10月から2009年3月まで、平日夕方のローカルニュース番組『News Up なら』のキャスターを担当。2009年4月からは、平日夕方の情報番組『ゆうドキッ!』のメインMCを2022年11月25日まで担当。『News Up なら』の時代を含めると、19年以上にわたって平日夕方の情報・報道番組のキャスター・MCを務めていた。
2010年度・2011年度には、奈良テレビ代表のメディアランナーとして奈良マラソン第1回大会と第2回大会に出場し、どちらも完走を果たした。
音楽ユニットのキャラメルパッキングが『ゆうドキッ!』のために書き下ろしたテーマソング「SUNSET GROOVE」内のセリフ部分に伊藤の早口言葉が登場する。楽曲のレコーディングの際には、伊藤自身もレコーディングに参加した。
2017年5月2日に、『ゆうドキッ!』が放送回数2000回を突破した。この日の当番組の最後で、伊藤が一時的に番組を休演し、「充電期間」に入ることを発表した。伊藤は「より大きなパフォーマンスが出来るような気持ちになってまた(番組に)戻ってきたい」とコメントし、休演の理由や復帰の時期については明言しなかった。この放送の翌日以降、自身が担当している『ゆうドキッ!』、『ならフライデー9』を休演していたが、同年8月より両番組に復帰している。
2022年11月25日放送の『ゆうドキッ！』を最後に降板し、同年12月末で奈良テレビ放送を退社。
2023年1月、4月9日投開票で実施される奈良県議選の奈良市・山辺郡選挙区に立候補する予定であることを表明。
2023年4月9日の奈良県議選の奈良市・山辺郡選挙区で得票数8134票で当選。

## 過去の担当番組
奈良テレビ
- ゆうドキッ! - メインMC
  - 月・火曜担当（2009年4月13日 - 2011年3月22日）
  - 月 - 木曜担当（2011年3月28日 - 2014年3月27日）
  - 月 - 水曜担当（2014年3月31日 - 2016年3月30日）
  - 火・水曜担当（2016年4月5日 - 2017年5月2日、2017年8月1日 - 2018年3月28日）
  - 水 - 金曜担当（2018年4月4日 - 2019年9月27日）
  - 水・金曜担当（2019年10月2日 - 2020年3月27日）
  - 木・金曜担当（2020年4月2日 - 2022年7月1日）
  - 金曜担当（2022年7月8日 - ）
- TVNニュース
- 選挙などの報道特別番組（不定期）
- 奈良マラソン中継（第1部）実況（2013年 - ）
- News Up なら
- 奈良!そこが知りたい
- ならフライデー9

FM徳島
- MORNING GARDEN（金曜）
- Smile Morning（金曜）
- ワールドミュージッククルージング